# اچ‌ام‌اس کنسورت (آر۷۶)
اچ‌ام‌اس کنسورت (آر۷۶) (به انگلیسی: HMS Consort (R76)) یک کشتی بود که طول آن ۳۶۲٫۷۵ فوت (۱۱۰٫۵۷ متر) بود. این کشتی در سال ۱۹۴۴ ساخته شد.